# 常覚
常覚（じょうがく、生没年不詳）とは平安時代中期の僧。

## 概要
寛仁3年（1019年）の刀伊の入寇の際、壱岐が襲撃される。壱岐守藤原理忠の軍を打ち破った賊徒は次に壱岐の嶋分寺を焼こうとした。これに対し、常覚は僧侶や地元住民たちと共に応戦した。そして賊徒を3度撃退するが、その後も続いた賊徒の猛攻に耐えきれず、常覚は1人で島を脱出して大宰府に報告へと向かい、4月7日に到着した。その後寺に残った僧侶たちは全滅し、寺は陥落の後々全焼した。島民148名（男性44名、女性59名、子供29名、僧侶16名）が虐殺され、女性239人が拉致される。生存者は35名（諸司9名、郡司7名、領民19名）。

## 系譜
不詳